# Teixobactin
Teixobactin ist ein experimenteller Wirkstoff mit antibiotischen Eigenschaften, der im Januar 2015 durch einen Artikel in der Fachzeitschrift Nature vorgestellt wurde.

## Eigenschaften
Die gegen Gram-positive Bakterien wirksame Substanz Teixobactin soll (bisher) keine Resistenzentwicklung bei denjenigen Bakterien zeigen, die für Teixobactin empfindlich sind, weil in den Aufbau der Bakterienzellwand „an vielen entscheidenden Stellen“ eingegriffen wird und durch viele gleichzeitig notwendige Anpassungen der Bakterien eine Resistenzbildung erschwert wird. Teixobactin bindet an den Vorläufermetaboliten des Peptidoglykans, Lipid II, sowie an den Vorläufer von Teichonsäure, Lipid III, was die Peptidoglykansynthese blockiert. Zusätzlich kompromittiert Teixobactin die bakterielle Plasmamembran, indem es, zusammen mit Lipid II, fibrillenartige Aggregate formt. Keiner der untersuchten Stämme von Staphylococcus aureus oder Mycobacterium tuberculosis war resistent gegen Teixobactin. Teixobactin wurde als Kooperation der Universität Bonn, des Deutschen Zentrums für Infektionsforschung und der Northeastern University mit den Firmen NovoBiotic Pharmaceuticals und Selcia entdeckt und charakterisiert.
Teixobactin wurde aus dem im Boden lebenden gramnegativen Bakterium Eleftheria terrae isoliert. Teixobactin ist ein cyclisches Depsipeptid, das als nichtribosomales Peptid aus elf Aminosäuren durch die Enzyme Txo1 und Txo2 erzeugt wird.